# Hardcore Never Dies
Pour plus de détails, voir Fiche technique et Distribution.
Hardcore Never Dies est un film policier néerlandais, réalisé par Jim Taihuttu, sorti le 9 novembre 2023 aux Pays-Bas. Le film remporte le Gouden Film pour avoir obtenu 100 000 entrées,. Le film se déroule sur la scène musicale gabber de Rotterdam, aux Pays-Bas, dans les années 1990,.

## Production
Jim Deddes, Joes Brauers et Rosa Stil sont les acteurs principaux du film,. Le tournage commence début 2023,. La bande-annonce du film contient le titre Ruffneck Rules da Artcore Scene de Juggernaut alias DJ Ruffneck (Patrick van Kerckhoven), qui est lui-même une variation de Dans l'antre du roi de la montagne d'Edvard Grieg ; les deux chansons s'entremêlent dans la bande-annonce.
Hardcore Never Dies est une marque originale et un label de Dance Concepts, qui a approuvé l'utilisation du nom pour ce film. Il s'agit d'un nom de marque et d'un label discographique de cette société d'événementiel avec ses propres artistes et marchandises.

## Accueil
Algemeen Dagblad (AD) attribue quatre étoiles au film et félicite Jim Deddes pour son rôle dans le film, ainsi que le réalisateur Jim Taihuttu,. NRC attribue trois étoiles au film. AD et NRC ont tous deux qualifié l'intrigue policière de « prévisible . » Trouw attribue deux étoiles au film et qualifie l'intrigue policière de cliché.